# Drapeau de l'Alaska
Le drapeau de l'Alaska est le drapeau officiel de l'État américain de l'Alaska.
Il se compose de huit étoiles couleur or qui représentent la « Grande Casserole » de la Grande Ourse et l'étoile polaire, sur un fond bleu foncé,,.
Il fut adopté en mai 1927 à la suite d'un concours lancé sur ce qui était alors le territoire de l'Alaska et c'est le dessin d'un orphelin de 13 ans, Benny Benson, qui fut retenu.

## Historique
Le gouvernement du  territoire de l'Alaska décida de lancer un concours pour la création d'un drapeau officiel, jugeant opportun de faire participer sa population. Les règles du concours, diffusées dans tout l'Alaska en janvier 1927, stipulent que la première étape du concours doit se tenir localement, chaque ville mettant en place un jury déterminant les dix meilleurs projets à transmettre à Juneau, la capitale du territoire, où la compétition finale a lieu.
Au total, environ 700 écoliers participent au concours et le dessin de Benny Benson, un garçon de 13 ans, placé dans un orphelinat d'Unalaska dans les îles Aléoutiennes et plus tard dans un orphelinat de Seward,,, est choisi parmi les 142 envoyés à Juneau. Alors que près d'un tiers des dessins sont des variations sur le sceau du territoire (soleil de minuit, ours polaire, aurores boréales, tamis de chercheur d'or), Benson s'est inspiré du ciel nocturne pour trouver les symboles du drapeau qu'il a dessiné,.
Il accompagne son travail de cette description : « Le champ bleu représente le ciel de l'Alaska et le myosotis, fleur de l'Alaska. L'étoile polaire représente le futur État de l'Alaska, l'État de l'Union le plus au nord. La Grande Ourse symbolise la force. »
En récompense, Benny Benson reçoit le premier prix du concours, une montre en or gravée avec son dessin. L'Assemblée législative de l'Alaska lui alloue la somme de 1 000 dollars pour effectuer un voyage à Washington afin de présenter le drapeau de l'Alaska au président Calvin Coolidge ; le voyage n'ayant finalement pas lieu à cause d'autres engagements du président, la somme est affectée à l'éducation du jeune Benson qui se lance dans des études de dieseliste.
La législature de l'Alaska adopte le dessin de Benny Benson comme drapeau officiel du Territoire de l'Alaska le 2 mai 1927. Le premier drapeau basé sur le dessin de Benny, conçu avec de la soie bleue et des étoiles dorées, flotte le 9 juillet 1927,,.
Il est resté le drapeau de l'Alaska lorsque l'Alaska devint le 49e État américain, en 1959,.
Les symboles du drapeau sont décrits dans la chanson Alaska's Flag, écrite par Marie Drake (en) en 1935 et mise en musique par Elinor Dusenbury quelques années après et qui est devenue la chanson officielle de l'État. Benny Benson meurt en 1973.
Le 17 janvier 2002, pour la commémoration du 75e anniversaire de l'adoption du drapeau, le lieutenant-gouverneur de l'Alaska, Fran Ulmar, déclare : « Benny Benson a eu un impact considérable sur l'histoire de l'Alaska en soumettant sa candidature qui mettait en vedette la Grande Ourse et l'étoile polaire. Son histoire est un exemple merveilleux de la façon dont un jeune peut vraiment faire la différence. L'histoire du drapeau continue à nous rappeler l'importance d'écouter les idées et les opinions des jeunes. ». 